# Okres Praha-východ
Okres Praha-východ je okres ve Středočeském kraji. Sídlem jeho dřívějšího okresního úřadu byla Praha, která ovšem nikdy nebyla jeho součástí. Okres se skládá ze dvou správních obvodů obcí s rozšířenou působností: Brandýs nad Labem-Stará Boleslav a Říčany.
Území okresu obepíná z východu a severu hlavní město Prahu a navazuje tak na okres Praha-západ, jinak jsou jeho sousedy další okresy Středočeského kraje. Na severu hraničí s okresy Mělník a Mladá Boleslav, na východě s okresy Nymburk, Kolín a Kutná Hora a na jihu je jeho sousedem okres Benešov.

## Charakteristika okresu
Okres je v rámci kraje nejlidnatější. Jeho rozloha činí 755 km² a z toho k roku 2019 tvoří 63,2 % zemědělská půda a 22,5 % lesy. Spolu s okresem Praha-západ mají výjimečné postavení, zcela obklopují českou metropoli a tvoří tak nejbližší zázemí pro pražskou aglomeraci. Obyvatelé okresu často dojíždějí do Prahy kvůli zaměstnání a zde naopak v rámci procesu tzv. suburbanizace probíhá masivní výstavba zejména rodinných domů pro ekonomicky silné obyvatelstvo hlavního města.
Největšími městy okresu jsou Brandýs nad Labem-Stará Boleslav (20 tisíc obyvatel), Říčany (17 tisíc obyvatel) a Čelákovice (12 tisíc obyvatel). Brandýs nad Labem-Stará Boleslav a Říčany mají postavení obce s rozšířenou působností a jejich správní obvody se dále člení na sedm správních obvodů obcí s pověřeným obecním úřadem (Brandýs nad Labem-Stará Boleslav, Čelákovice, Odolena Voda a Úvaly, resp. Říčany, Kamenice a Kostelec nad Černými lesy).
Zemědělství zde není příliš významné, z oblasti průmyslu má tradici hutnictví barevných kovů, dále strojírenství, potravinářství a zpracování dřeva. Je zde také umístěno několik vědecko-výzkumných pracovišť. Okresem prochází silnice směřující do Prahy ze severu, východu a částečně z jihu. Jde o dálnice D0, D1, D8, D10 a D11 a silnice I. třídy I/2, I/3, I/9 a I/12. Dále tudy vedou silnice II. třídy II/101, II/107, II/108, II/113, II/243, II/244, II/245, II/331, II/335, II/508, II/522, II/603, II/608, II/610 a II/611. Okresem prochazejí železniční tratě : Praha – Česká Třebová, Praha – České Budějovice, Praha–Turnov, Praha – Lysá nad Labem – Kolín, Lysá nad Labem – Ústí nad Labem, Neratovice – Kralupy nad Vltavou, Čelákovice–Neratovice, Čelákovice–Mochov. 
Povrch okresu má na severu v okolí Labe nížinný charakter, na jihu se již projevuje členitost Středočeské pahorkatiny. Nejvyšším bodem je vrch Pecný (545 m n. m.). Nachází se zde dvě národní přírodní rezervace, lesnaté Voděradské bučiny a Větrušické rokle na pravém břehu Vltavy. Dalšími vodními toky jsou kupř. Botič, Rokytka a Výmola. Z kulturních památek jsou významnými např. staroboleslavský kostel sv. Václava, brandýský zámek, zřícenina hradu Jenštejna nebo zámky Jirny, Měšice, Panenské Břežany a Štiřín. Důležitou archeologickou lokalitou je Zlatý kopec u Přezletic.

## Obyvatelstvo
| Rok  | Obyv.   | ± %    |
| ---- | ------- | ------ |
| 1961 | 104 479 | —      |
| 1970 | 102 934 | −1,5 % |
| 1980 | 104 796 | +1,8 % |
| 1991 | 101 923 | −2,7 % |

| Rok  | Obyv.   | ± %     |
| ---- | ------- | ------- |
| 2001 | 105 541 | +3,5 %  |
| 2011 | 157 146 | +48,9 % |
| 2021 | 197 477 | +25,7 % |

## Seznam obcí a jejich částí

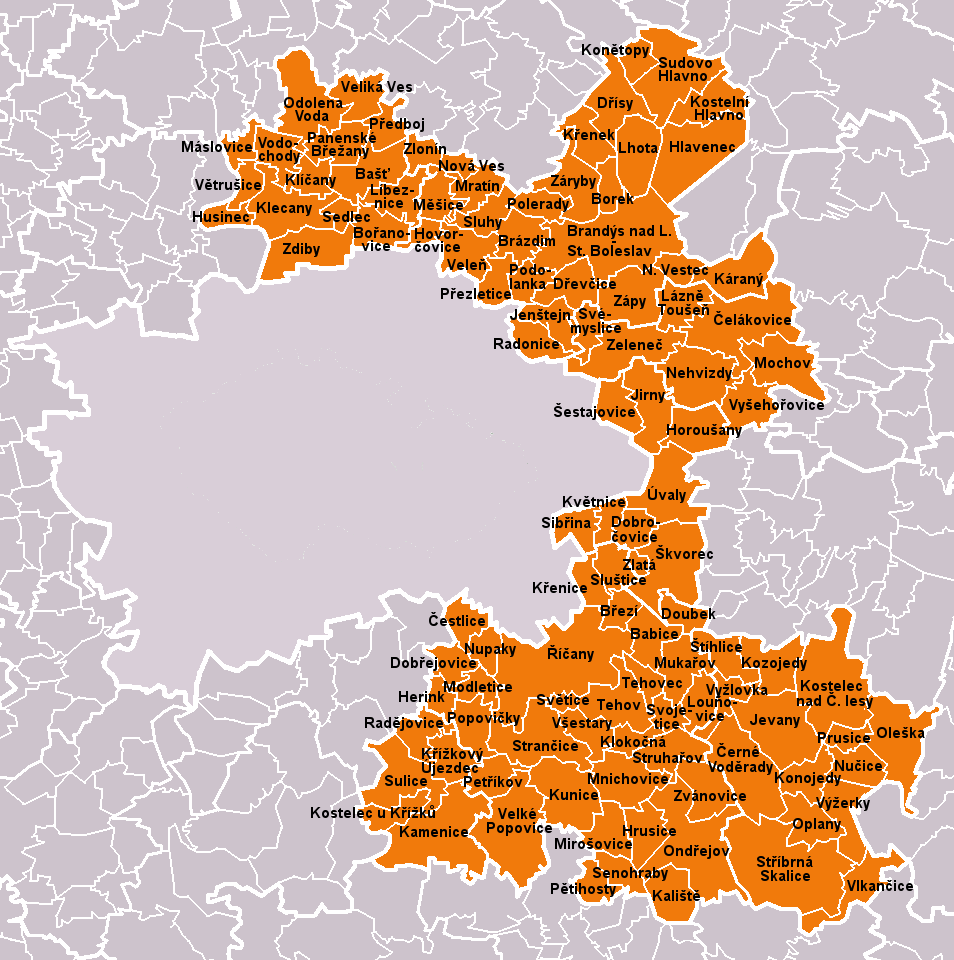
Obce okresu Praha-východ, stav od roku 2007

Města jsou uvedena tučně, městyse kurzívou, části obcí malince.
Babice •
Bašť •
Borek •
Bořanovice (Pakoměřice) •
Brandýs nad Labem-Stará Boleslav (Brandýs nad Labem • Popovice • Stará Boleslav) •
Brázdim (Nový Brázdim • Starý Brázdim • Veliký Brázdim) •
Březí •
Čelákovice (Císařská Kuchyně • Sedlčánky • Záluží) •
Černé Voděrady •
Čestlice •
Dobročovice •
Dobřejovice •
Doubek •
Dřevčice •
Dřísy •
Herink •
Hlavenec •
Horoušany (Horoušánky) •
Hovorčovice •
Hrusice •
Husinec (Řež) •
Jenštejn (Dehtáry) •
Jevany •
Jirny (Nové Jirny) •
Kaliště (Lensedly • Poddubí) •
Kamenice (Ládeves • Ládví • Nová Hospoda • Olešovice • Skuheř • Struhařov • Štiřín • Těptín • Všedobrovice) •
Káraný •
Klecany (Drasty • Klecánky • Zdibsko) •
Klíčany •
Klokočná •
Konětopy •
Konojedy (Klíče) •
Kostelec nad Černými lesy (Svatbín) •
Kostelec u Křížků •
Kostelní Hlavno •
Kozojedy •
Křenek •
Křenice •
Křížkový Újezdec (Čenětice) •
Kunice (Dolní Lomnice • Horní Lomnice • Vidovice • Všešímy) •
Květnice •
Lázně Toušeň •
Lhota •
Líbeznice •
Louňovice •
Máslovice •
Měšice •
Mirošovice •
Mnichovice (Božkov • Myšlín) •
Modletice •
Mochov •
Mratín •
Mukařov (Srbín • Žernovka) •
Nehvizdy (Nehvízdky) •
Nová Ves •
Nový Vestec •
Nučice •
Nupaky •
Odolena Voda (Dolínek) •
Oleška (Brník • Bulánka • Králka • Krymlov) •
Ondřejov (Třemblat • Turkovice) •
Oplany •
Panenské Břežany •
Pětihosty •
Petříkov (Radimovice) •
Podolanka •
Polerady •
Popovičky (Chomutovice • Nebřenice) •
Prusice •
Předboj •
Přezletice •
Radějovice (Olešky) •
Radonice •
Říčany (Jažlovice • Kuří • Pacov • Radošovice • Strašín • Voděrádky) •
Sedlec •
Senohraby •
Sibřina (Stupice) •
Sluhy •
Sluštice •
Strančice (Kašovice • Otice • Předboř • Sklenka • Strančice • Svojšovice • Všechromy) •
Struhařov •
Stříbrná Skalice (Hradec • Hradové Střimelice • Kostelní Střimelice) •
Sudovo Hlavno •
Sulice (Hlubočinka • Nechánice • Želivec) •
Svémyslice •
Světice •
Svojetice •
Šestajovice •
Škvorec (Třebohostice) •
Štíhlice •
Tehov •
Tehovec •
Úvaly •
Veleň (Mírovice) •
Veliká Ves •
Velké Popovice (Brtnice • Dub • Dubiny • Klenové • Krámský • Křivá Ves • Lojovice • Mokřany • Řepčice) •
Větrušice •
Vlkančice (Pyskočely) •
Vodochody (Hoštice) •
Všestary (Menčice) •
Vyšehořovice (Kozovazy) •
Výžerky •
Vyžlovka •
Zápy •
Záryby (Martinov) •
Zdiby (Brnky • Přemyšlení • Veltěž) •
Zeleneč (Mstětice) •
Zlatá •
Zlonín •
Zvánovice

### Změna hranice okresu
Do roku 1995 byla v okrese také obec Pyšely, která přešla od roku 1996 k okresu Benešov.
Do 31. prosince 2006 byly v okrese Praha-východ také obce Čakovičky, Kojetice a Postřižín, které byly od 1. ledna 2007 převedeny do okresu Mělník, a Řehenice, které byly převedeny do okresu Benešov.
K okresu Praha-východ byly od 1. ledna 2007 připojeny obce:
- Borek, Dřísy, Konětopy, Křenek, Lhota a Záryby z okresu Mělník
- město Kostelec nad Černými lesy a další obce Černé Voděrady, Jevany, Konojedy, Kozojedy, Nučice, Oleška, Oplany, Prusice, Stříbrná Skalice, Štíhlice, Vlkančice, Výžerky a Vyžlovka z okresu Kolín
- obce Hlavenec, Kostelní Hlavno a Sudovo Hlavno z okresu Mladá Boleslav